# Павловичі (зупинний пункт)
Павловичі (біл. Паўлавічы) — зупинний пункт Берестейського відділення Білоруської залізниці в Березівському районі Берестейської області. Розташований у селі Павловичі; на лінії Барановичі-Центральні — Брест-Центральний, поміж зупинними пунктами Кабаки і Ткачі.